# Mecz piłkarski Brazylia – Niemcy (2014)
Mecz piłkarski Brazylia – Niemcy – mecz piłki nożnej rozegrany 8 lipca 2014 roku na Estádio Mineirão w Belo Horizonte (Brazylia) był pierwszym półfinałowym meczem Mistrzostw Świata 2014.

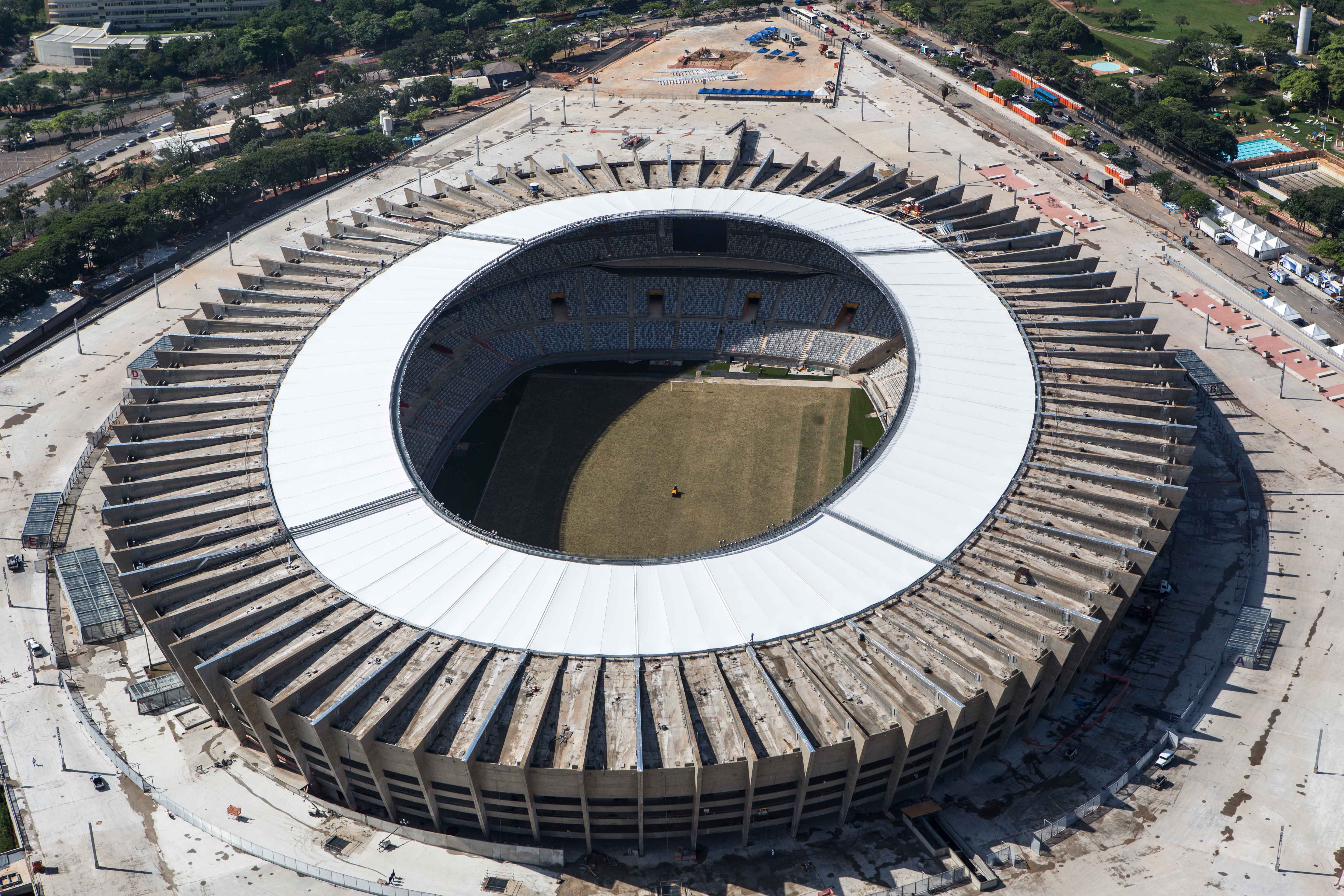
Estádio Mineirão – stadion, na którym odbył się mecz

Zarówno reprezentacja Brazylii, jak i Niemiec, dotarły do półfinału, nie przegrywając wcześniej w turnieju żadnego meczu. W spotkaniu w reprezentacji Brazylii nie mogli wystąpić Neymar (z powodu kontuzji) oraz Thiago Silva (z powodu zawieszenia za kartki). Mimo tego, media oczekiwały wyrównanego meczu ze względu na bogate tradycje obu drużyn w mistrzostwach świata (łącznie osiem tytułów). Poprzednio w mistrzostwach świata reprezentacje te spotkały się w 2002 roku w finale, w którym Brazylia wygrała 2:0, zdobywając swój piąty tytuł. W meczu w 2014 roku reprezentacja Brazylii uległa jednak Niemcom, którzy strzelili cztery gole w sześć minut, prowadzili po pierwszej połowie 5:0, a całe spotkanie wygrali 7:1. Piłkarzem meczu został wybrany Toni Kroos.
Wynik ten był najwyższym zwycięstwem w półfinale mistrzostw świata w historii. Niemcy zostały pierwszą drużyną, która zagrała w ośmiu finałach mistrzostw. Miroslav Klose zdobył szesnastego gola w mistrzostwach świata, poprawiając rekord Ronaldo. Porażka Brazylii była pierwszą u siebie w meczu turniejowym od 62 spotkań, to znaczy od Copa América 1975 (1:3 z Peru) oraz najwyższą w historii, wyrównując przegraną 0:6 z Urugwajem w Mistrzostwach Ameryki Południowej 1920.
W mediach mecz został określony mianem Mineirazo (w Brazylii Mineiraço), w nawiązaniu do Maracanazo (Maracanaço) – finału Mistrzostw Świata 1950, w którym Brazylia niespodziewanie przegrała u siebie z Urugwajem. W meczu o trzecie miejsce Brazylia uległa Holandii, natomiast Niemcy zdobyły czwarty tytuł mistrzowski po pokonaniu w finale Argentyny.

## Tło

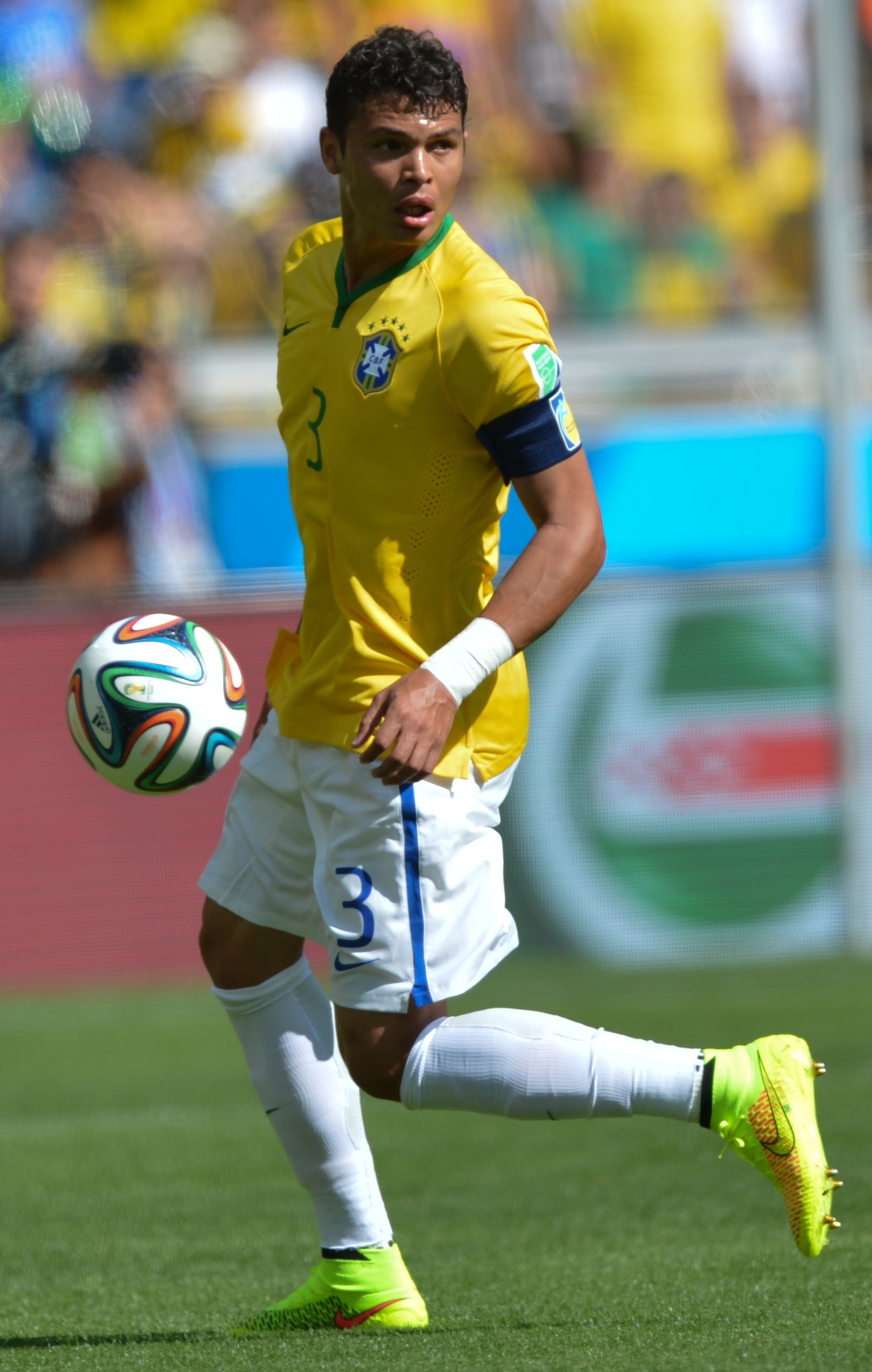
Thiago Silva, który nie mógł wystąpić w meczu wskutek zawieszenia za kartki

W 2014 roku Brazylia była gospodarzem piłkarskich mistrzostw świata po raz drugi (po 1950 roku), a w historii startów w mistrzostwach zdobyła pięć tytułów. Niemcy trzykrotnie triumfowali w tych turniejach, jednakże ostatni tytuł wywalczyli w 1990 roku. Brazylia grała w półfinale po raz pierwszy od 2002 roku, kiedy to zdobyła mistrzostwo, pokonując w finale Niemców. Niemcy natomiast czwarty raz z rzędu grali w półfinale, co było rekordem. Obie drużyny były wymieniane wśród faworytów do wygrania turnieju. W rankingu FIFA Niemcy zajmowali wówczas drugie miejsce, a Brazylia – trzecie.

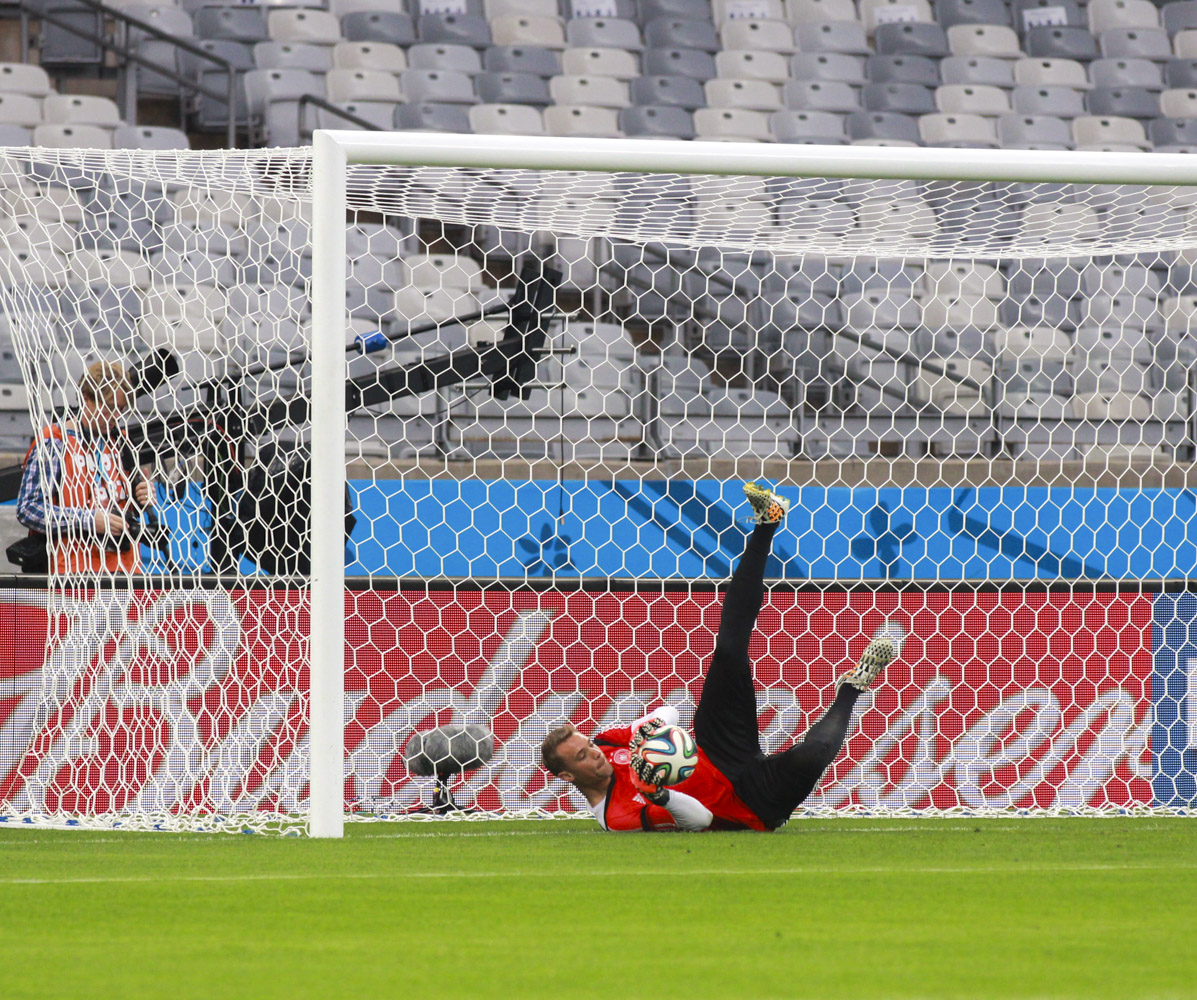
Niemiec Manuel Neuer trenujący przed meczem

W fazie grupowej Brazylia grała z Chorwacją, Meksykiem i Kamerunem (grupa A), awansując z siedmioma punktami, a następnie pokonując w 1/8 finału Chile (po rzutach karnych) oraz w ćwierćfinale Kolumbię. Niemcy rywalizowały w grupie G z Portugalią, Ghaną oraz Stanami Zjednoczonymi, również zdobywając siedem punktów. W 1/8 reprezentacja Niemiec wyeliminowała Algierię (po dogrywce), a w ćwierćfinale – Francję. Obie drużyny grały wcześniej 21 razy, jednak tylko raz w rozgrywkach pucharowych – w finale Mistrzostw Świata 2002, wygranym przez Brazylię 2:0.
Brazylijski obrońca oraz kapitan Thiago Silva wskutek nagromadzenia żółtych kartek nie był uprawniony do udziału w spotkaniu mimo odwołania brazylijskiej federacji od tej kary. Napastnik Neymar również nie mógł zagrać w meczu wskutek złamania kręgu, do którego doszło w trakcie ćwierćfinału z Kolumbią. Zawodników tych zastąpili odpowiednio Dante oraz Bernard, debiutując dzięki temu na turnieju. Na pozycji defensywnego pomocnika Paulinho został natomiast zastąpiony przez Luiza Gustavo. Bramkarz Júlio César oraz tymczasowy kapitan David Luiz upamiętnili Neymara poprzez trzymanie jego koszulki w trakcie odgrywania hymnów. Mimo absencji dwóch brazylijskich piłkarzy eksperci oczekiwali wyrównanego meczu, podkreślając, że przewagą Brazylii będzie gra u siebie.

### Droga do półfinału
| Drużyna   | M | W | R | P | G+ | G– | +/− | Pkt |
| --------- | - | - | - | - | -- | -- | --- | --- |
| Brazylia  | 3 | 2 | 1 | 0 | 7  | 2  | +5  | 7   |
| Meksyk    | 3 | 2 | 1 | 0 | 4  | 1  | +3  | 7   |
| Chorwacja | 3 | 1 | 0 | 2 | 6  | 6  | 0   | 3   |
| Kamerun   | 3 | 0 | 0 | 3 | 1  | 9  | −8  | 0   |

| Drużyna           | M | W | R | P | G+ | G– | +/− | Pkt |
| ----------------- | - | - | - | - | -- | -- | --- | --- |
| Niemcy            | 3 | 2 | 1 | 0 | 7  | 2  | +5  | 7   |
| Stany Zjednoczone | 3 | 1 | 1 | 1 | 4  | 4  | 0   | 4   |
| Portugalia        | 3 | 1 | 1 | 1 | 4  | 7  | −3  | 4   |
| Ghana             | 3 | 0 | 1 | 2 | 4  | 6  | −2  | 1   |

## Mecz
Obie drużyny dotarły do półfinału, nie przegrywając w żadnym z poprzednich meczów turnieju. Sędzią głównym spotkania był Meksykanin Marco Antonio Rodríguez, dla którego był to ostatni mecz w karierze.

### Pierwsza połowa

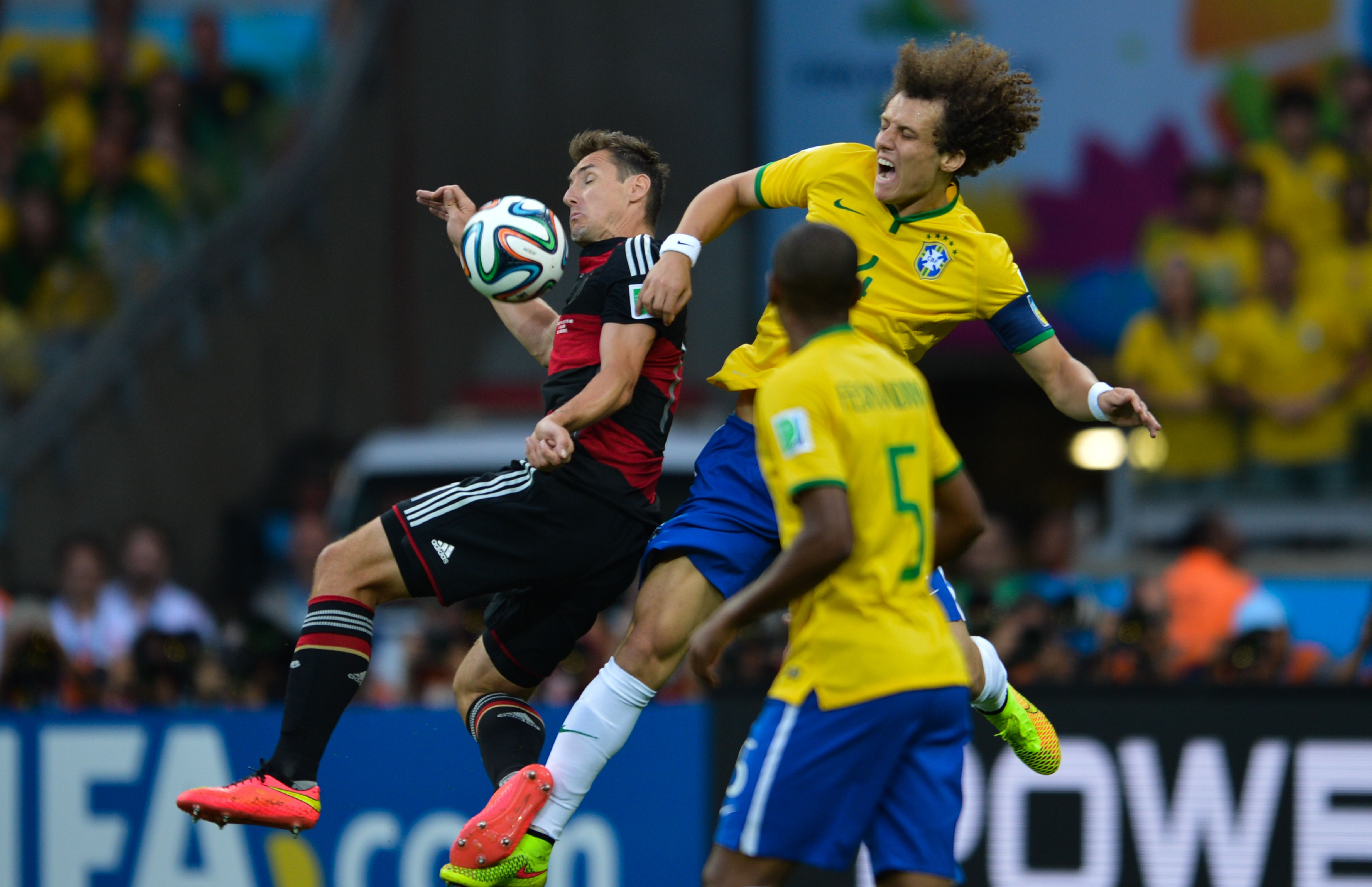
Defensywa Brazylii z kapitanem Davidem Luizem (z tyłu po prawej) nie powstrzymała Niemców od zdobycia czterech goli w sześć minut, rozpoczynając od bramki Miroslava Klosego (po lewej) w 23. minucie

Oba zespoły rozpoczęły mecz ofensywnie. W trzeciej minucie Brazylijczyk Marcelo strzelił obok bramki, natomiast strzał Niemca Samiego Khediry z siódmej minuty został przypadkowo zablokowany przez zawodnika z jego drużyny, Toniego Kroosa. W jedenastej minucie Niemcy zyskali pierwszy rzut rożny. W polu karnym David Luiz nie zdołał pokryć Thomasa Müllera, który po podaniu Kroosa strzelił bramkę boczną częścią stopy. W kolejnych minutach Brazylia bezskutecznie próbowała atakować, chociaż Philipp Lahm swoim wślizgiem w polu karnym powstrzymał Marcelo od stworzenia okazji do zdobycia bramki. W 23. minucie po wymianie podań Kroosa i Müllera piłkę otrzymał Miroslav Klose, którego pierwszy strzał obronił Júlio César, natomiast dobitka Niemca podwyższyła wynik na 2:0. Była to szesnasta bramka Niemca na mistrzostwach świata, czym poprawił on rekord Ronaldo i stał się samodzielnym liderem klasyfikacji strzelców wszech czasów na mistrzostwach.
Wkrótce później dwa gole zdobył Kroos: w 24. minucie niekryty strzelił gola z woleja po dośrodkowaniu Lahma, a dwie minuty później, kilka sekund po wznowieniu gry przez Brazylię, odebrał piłkę Fernandinho na połowie przeciwnika i po wymianie podań z Khedirą zdobył bramkę. W 29. minucie Khedira podwyższył na 5:0, po wymianie podań z Mesutem Özilem. Wszystkie pięć goli dla Niemców w pierwszej połowie padło zatem w pierwszej półgodzinie gry, a cztery z nich – w ciągu sześciu minut. Brazylia w pierwszej połowie nie oddała celnego strzału na bramkę. W efekcie takiego przebiegu spotkania wielu brazylijskich kibiców płakało. Doszło również do zamieszek, przez co lokalna policja wysłała na stadion siły specjalne.

### Druga połowa

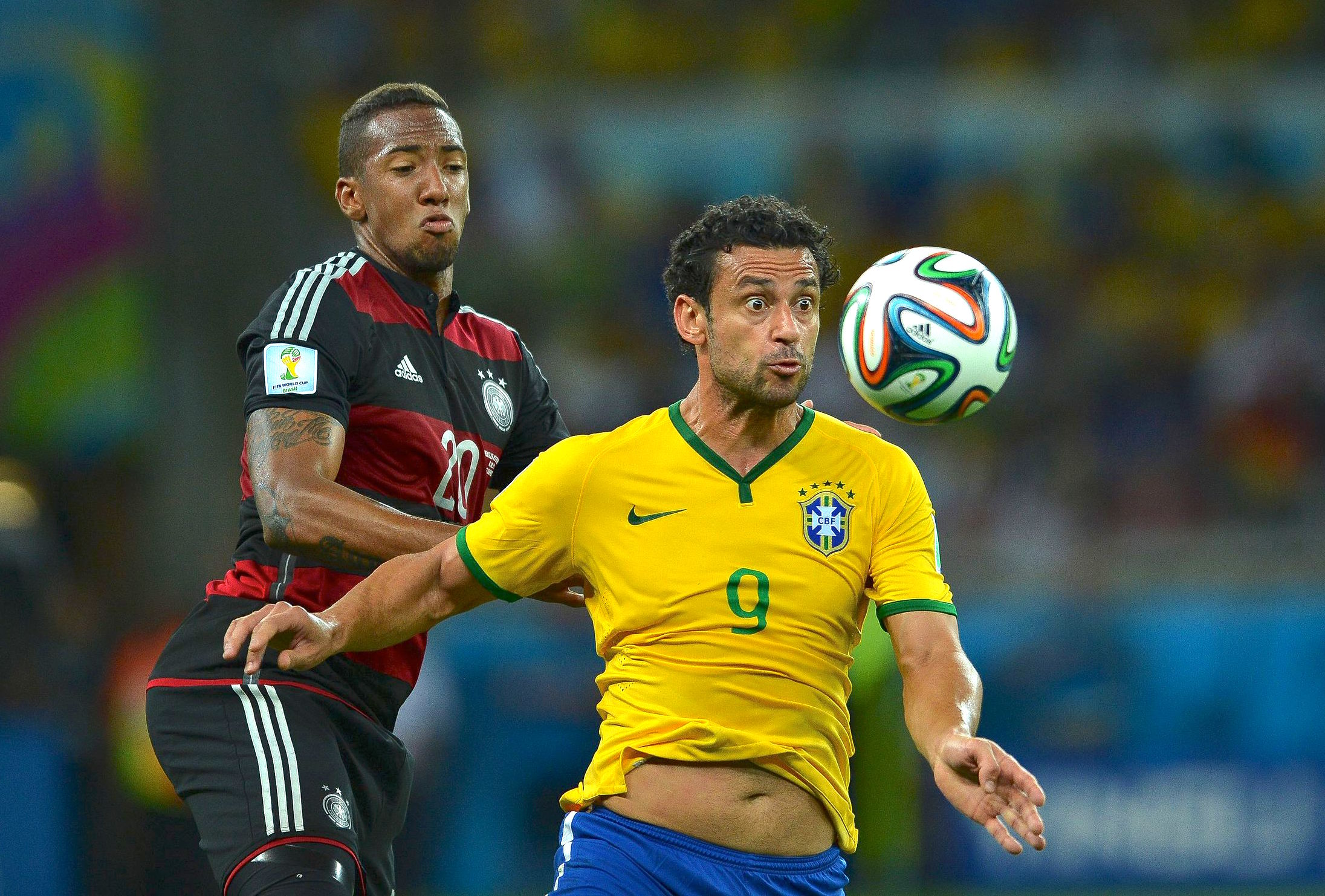
Brazylijski napastnik Fred w starciu z niemieckim obrońcą Jérôme’em Boatengiem. Fred został skrytykowany za występ i podczas schodzenia z boiska został wygwizdany przez brazylijskich kibiców

Przed drugą połową w ekipie Brazylii doszło do dwóch zmian: Paulinho zastąpił Fernandinho, a Ramires – Hulka. Spowodowało to polepszenie jakości gry Brazylii, której piłkarze: Oscar, Paulinho i Fred oddali strzały na bramkę Manuela Neuera. W 60. minucie Júlio César obronił dwa strzały Müllera. W 69. minucie spotkania Lahm podał piłkę do niekrytego rezerwowego, Andrégo Schürrle, który strzelił gola. Dziesięć minut później biegnący lewą stroną boiska Müller dośrodkował do Schürrle, który mocnym strzałem podwyższył rezultat na 7:0. Kibice na stadionie urządzili Niemcom owację na stojąco, oklaskując gola Schürrlego oraz dopingując Niemców podczas ich podań. Pod koniec meczu Özil otrzymał prostopadłe podanie, ale oddał niecelny strzał. Wkrótce później Oscar zdobył gola dla Brazylii, ustalając wynik na 1:7. Ten rezultat był wyrównaniem najwyższej porażki reprezentacji Brazylii (0:6 z Urugwajem w 1920), a także zakończeniem passy 62 meczów turniejowych („o punkty”) nieprzegranych u siebie. Brazylijscy piłkarze opuszczali boisko rozpłakani i wygwizdani przez kibiców.
Piłkarzem meczu został wybrany Toni Kroos. Oddał on w meczu trzy strzały, zdobył dwa gole, zaliczył jedną asystę, stworzył dwie okazje do zdobycia bramki, a dokładność jego podań wyniosła 93%.
Brazylijski napastnik Fred, który w 70. minucie został zastąpiony przez Williana, został szczególnie skrytykowany przez brazylijskich kibiców. Według Opta Sports piłkarz ten w trakcie meczu ani razu nie przejął piłki, nie wykonał rajdu, nie dośrodkował, a posiadając piłkę, większość czasu spędził w środkowej strefie boiska.

### Szczegóły
| 8 lipca 2014 17:00 | Brazylia · 90' Oscar | 1:7(0:5)Raport | Niemcy · 11' Müller · 23' Klose · 24', 26' Kroos · 29' Khedira · 69', 79' Schürrle | Estádio Mineirão, Belo Horizonte Widzów: 58 141 Sędzia: Marco Rodríguez (Meksyk) |
|                    |                      |                |                                                                                    |                                                                                  |

| Brazylia | Niemcy |

| BR                  | 12 | Júlio César  |     |     |
| OB                  | 23 | Maicon       |     |     |
| OB                  | 4  | David Luiz   |     |     |
| OB                  | 13 | Dante        | 68' |     |
| OB                  | 6  | Marcelo      |     |     |
| PO                  | 5  | Fernandinho  |     | 46' |
| PO                  | 17 | Luiz Gustavo |     |     |
| PO                  | 7  | Hulk         |     | 46' |
| PO                  | 11 | Oscar        |     |     |
| PO                  | 20 | Bernard      |     |     |
| NA                  | 9  | Fred         |     | 70' |
| Rezerwowi:          |    |              |     |     |
| BR                  | 1  | Jefferson    |     |     |
| OB                  | 2  | Dani Alves   |     |     |
| PO                  | 8  | Paulinho     |     | 46' |
| OB                  | 14 | Maxwell      |     |     |
| OB                  | 15 | Henrique     |     |     |
| PO                  | 16 | Ramires      |     | 46' |
| PO                  | 18 | Hernanes     |     |     |
| PO                  | 19 | Willian      |     | 70' |
| NA                  | 21 | Jô           |     |     |
| BR                  | 22 | Victor       |     |     |
| Trener:             |    |              |     |     |
| Luiz Felipe Scolari |    |              |     |     |

| BR          | 1  | Manuel Neuer           |  |     |
| OB          | 16 | Philipp Lahm           |  |     |
| OB          | 20 | Jérôme Boateng         |  |     |
| OB          | 5  | Mats Hummels           |  | 46' |
| OB          | 4  | Benedikt Höwedes       |  |     |
| PO          | 6  | Sami Khedira           |  | 76' |
| PO          | 7  | Bastian Schweinsteiger |  |     |
| PO          | 13 | Thomas Müller          |  |     |
| PO          | 18 | Toni Kroos             |  |     |
| PO          | 8  | Mesut Özil             |  |     |
| NA          | 11 | Miroslav Klose         |  | 58' |
| Rezerwowi:  |    |                        |  |     |
| BR          | 12 | Ron-Robert Zieler      |  |     |
| OB          | 2  | Kevin Großkreutz       |  |     |
| OB          | 3  | Matthias Ginter        |  |     |
| NA          | 9  | André Schürrle         |  | 58' |
| NA          | 10 | Lukas Podolski         |  |     |
| PO          | 14 | Julian Draxler         |  | 76' |
| OB          | 15 | Erik Durm              |  |     |
| OB          | 17 | Per Mertesacker        |  | 46' |
| PO          | 19 | Mario Götze            |  |     |
| BR          | 22 | Roman Weidenfeller     |  |     |
| PO          | 23 | Christoph Kramer       |  |     |
| Trener:     |    |                        |  |     |
| Joachim Löw |    |                        |  |     |

| Piłkarz meczu: Toni Kroos (Niemcy) Asystenci sędziego: Marvin Torrentera (Meksyk) Marcos Quintero (Meksyk) Sędzia techniczny: Mark Geiger (Stany Zjednoczone) Sędzia rezerwowy: Mark Hurd (Stany Zjednoczone) | Reguły: - 90 minut. - W przypadku remisu 30 minut dogrywki. - W przypadku remisu po dogrywce seria rzutów karnych. - Dwunastu zawodników rezerwowych. - Maksymalnie trzy zmiany. |

### Statystyki

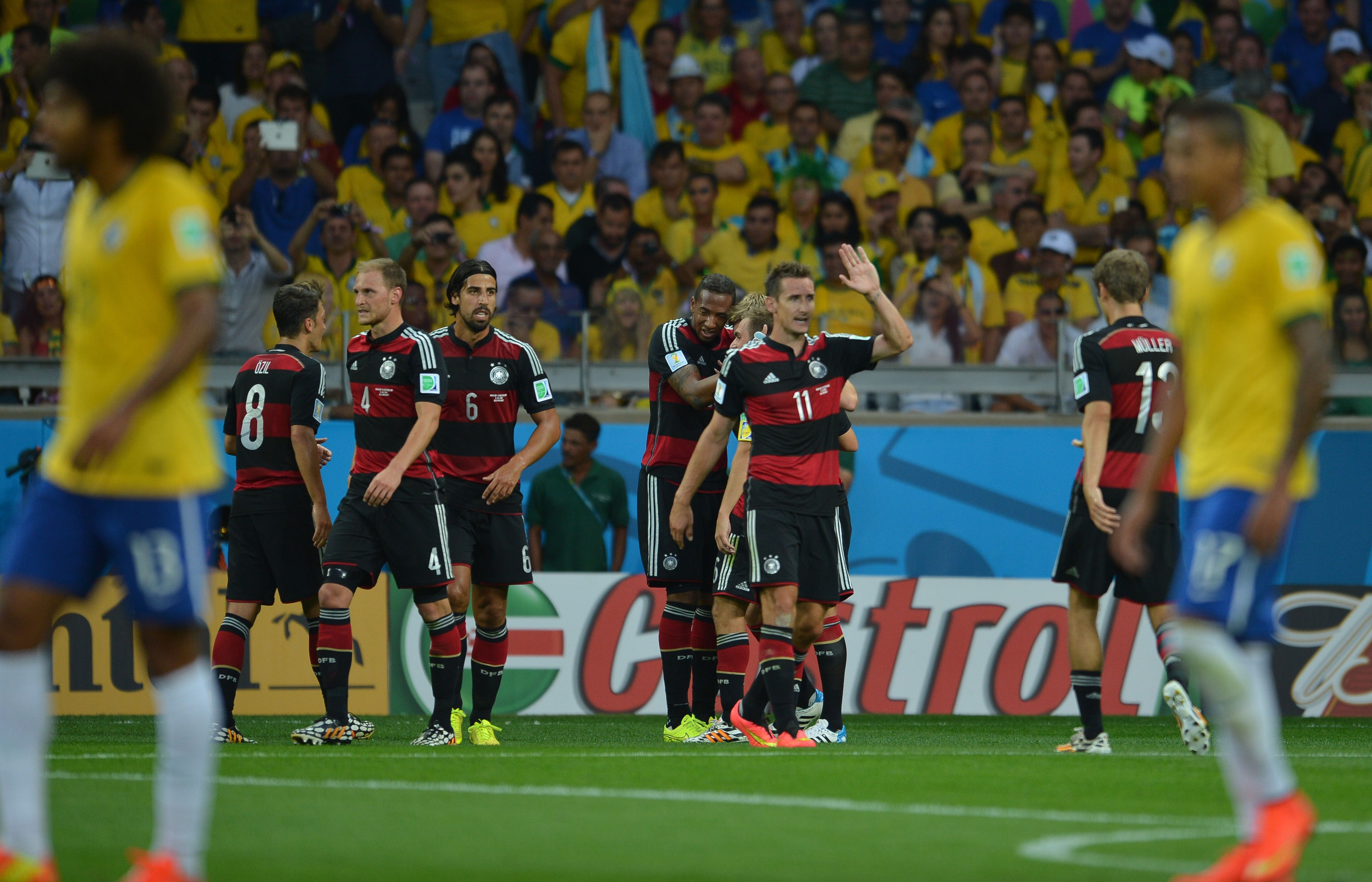
Niemieccy piłkarze świętujący zdobycie gola

| Statystyka       | Brazylia | Niemcy |
| ---------------- | -------- | ------ |
| Gole             | 1        | 7      |
| Strzały          | 18       | 14     |
| Strzały celne    | 8        | 10     |
| Posiadanie piłki | 52%      | 48%    |
| Rzuty rożne      | 7        | 5      |
| Faule            | 11       | 14     |
| Spalone          | 3        | 0      |
| Żółte kartki     | 1        | 0      |
| Czerwone kartki  | 0        | 0      |

## Rekordy
Wynik spotkania był najwyższym zwycięstwem w półfinale lub finale mistrzostw świata, jak również wyrównaniem rekordu najwyższej porażki poniesionej przez gospodarza mistrzostw świata. W spotkaniu oddano osiemnaście celnych strzałów na bramkę, co było najlepszym wynikiem Mistrzostw Świata 2014. W meczu padły cztery najszybciej zdobyte gole w historii mistrzostw świata, zdobyte przez Niemców w ciągu sześciu minut (od 23. do 29. minuty) – poprzedni rekord wynosił siedem minut i należał do Austrii (1954 – od 25. do 32. minuty) oraz Węgier (1982 – od 69. do 76. minuty). Niemcy wyrównały rekord największej liczby goli strzelonej gospodarzowi mistrzostw świata – w 1954 roku Austria pokonała Szwajcarię 7:5. Niemcy po meczu stały się najskuteczniejszą drużyną w historii mistrzostw świata (223 gole), wyprzedzając Brazylię (221 goli). Przed meczem obie te reprezentacje grały w siedmiu finałach mistrzostw świata, a po zwycięstwie Niemcy zostały samodzielnym liderem w tej klasyfikacji z ośmioma finałami.
Porażka 1:7 była wyrównaniem rekordu najwyższej porażki reprezentacji Brazylii w historii (w 1920 Brazylia przegrała 0:6 z Urugwajem), a także najwyższą porażką odniesioną u siebie (poprzednio 1:5 z Argentyną w 1939 roku). Przegrana oznaczała również przerwanie serii 62 nieprzegranych meczów turniejowych rozgrywanych u siebie (poprzednio 1:3 z Peru w 1975, który to mecz również był rozgrywany na Estádio Mineirão). Poprzednio Brazylia odpadła w półfinale mistrzostw świata w 1938 przeciwko Włochom, a później sześciokrotnie wychodziła zwycięsko z tego etapu (porażka z Holandią w 1974 formalnie nie była półfinałem). Brazylia nigdy nie straciła u siebie siedmiu goli, jednakże straciła osiem w rozegranym 3 czerwca 1934 roku towarzyskim meczu z Jugosławią, przegranym 4:8. Ostatnim meczem na mistrzostwach świata, w którym Brazylia straciła przynajmniej pięć goli, była wygrana 6:5 z Polską na Mistrzostwach Świata 1938, a cztery – podczas przegranego 2:4 meczu z Węgrami podczas Mistrzostw Świata 1954. Przed meczem najwyższą porażką Brazylii na mistrzostwach świata była przegrana z Francją 0:3 w finale Mistrzostw Świata 1998. Była to również najwyższa porażka Brazylii z Niemcami (wcześniej 0:2 w meczu towarzyskim w 1986 roku).

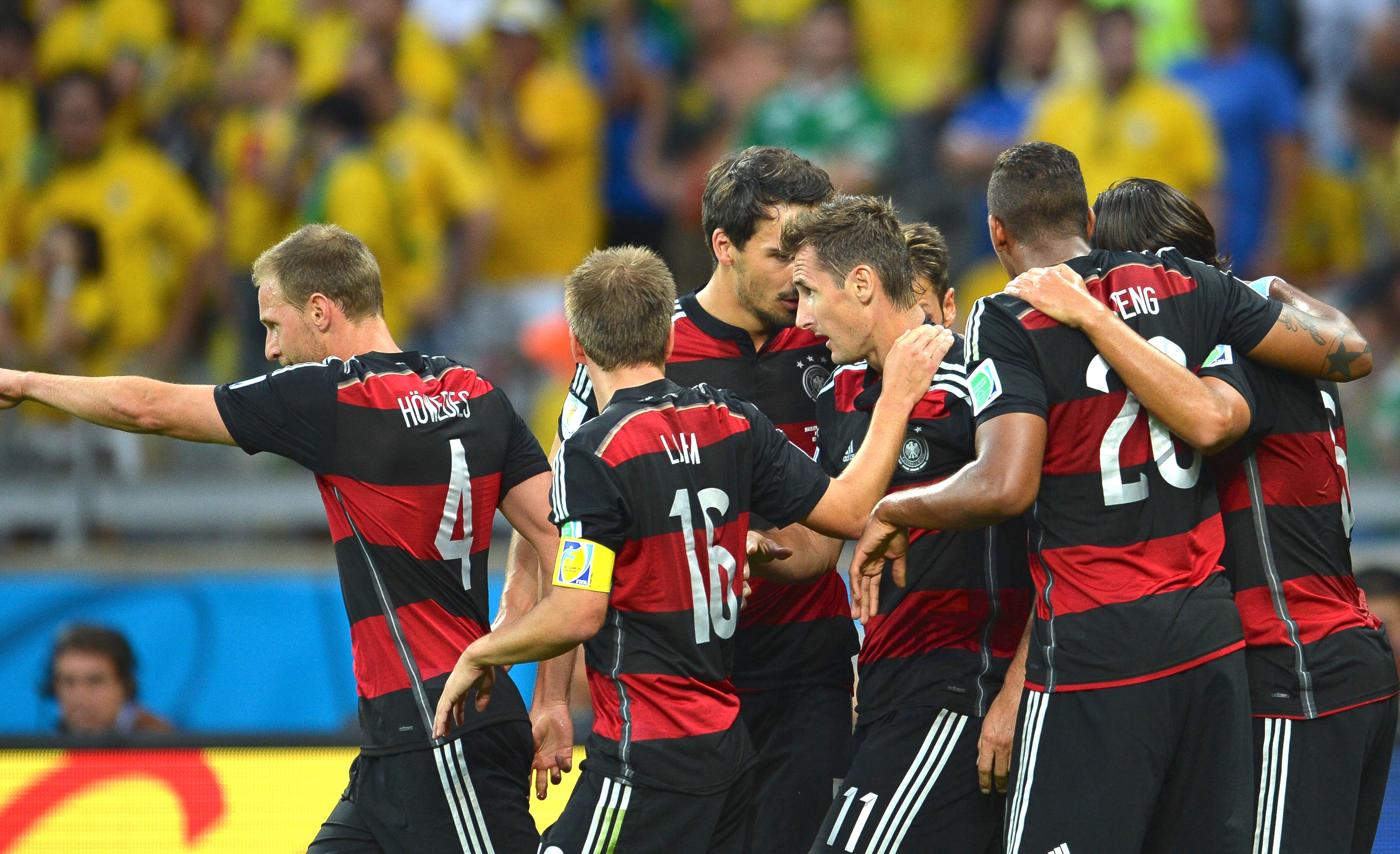
Niemcy świętują po zdobyciu przez Miroslava Klosego (w środku, numer 11) jego 16. bramki w mistrzostwach świata

Dla reprezentacji Niemiec końcowy rezultat oznaczał, że czwarty raz z rzędu drużyna ta znajdzie się wśród trzech najlepszych drużyn mistrzostw świata; wygrana pozwoliła ponadto Niemcom dojść do finału mistrzostw świata po raz ósmy. Mecz był ponadto dwunastym półfinałem Niemiec w historii. Niemcy zostały pierwszą drużyną, która w półfinale strzeliła siedem goli. Wcześniejszym rekordem było sześć goli RFN przeciwko Austrii w 1954 roku oraz sześć goli w obu półfinałach w 1930 roku. Było to najwyższe prowadzenie Niemiec do przerwy w meczu mistrzostw świata. Wcześniejszym rekordem był wynik 4:0 z Arabią Saudyjską w 2002 roku, chociaż tamten mecz zakończył się rezultatem 8:0, co jest największym zwycięstwem Niemiec w mistrzostwach świata. Wcześniej tylko dwie drużyny w mistrzostwach świata zdobyły do przerwy co najmniej pięć goli, obie w 1974 roku: Jugosławia (przeciwko Zairowi) oraz Polska (przeciwko Haiti). Siedem goli strzelonych przez Niemców w tym meczu to większy dorobek od ogólnej zdobyczy bramkowej 28 reprezentacji w historii mistrzostw świata.
Niemiec Miroslav Klose wyrównał rekord Cafu jako piłkarza z największą liczbą rozegranych zwycięskich meczów mistrzostw świata (16 wygranych). Był to 23 mecz Klosego w mistrzostwach, przez co wraz z Paolo Maldinim zajmuje drugie miejsce w klasyfikacji największej liczby rozegranych meczów na mistrzostwach (najwięcej – 25 – zagrał Lothar Matthäus). Klose zagrał jednak w większej liczbie meczów fazy pucharowej aniżeli Matthäus lub Cafu – 13, został ponadto jedynym zawodnikiem grającym w czterech półfinałach mistrzostw świata (Uwe Seeler grał w trzech półfinałach). Zdobywając bramkę, Klose został samodzielnym liderem klasyfikacji strzelców wszech czasów z 16 golami (Ronaldo strzelił 15 goli). Gol Thomasa Müllera był dwutysięcznym golem w historii reprezentacji Niemiec. Müller został trzecim piłkarzem, który strzelił przynajmniej pięć goli w dwóch różnych edycjach mistrzostw świata (dwaj pozostali to Klose i Peruwiańczyk Teófilo Cubillas), a także drugim, który zdobył przynajmniej pięć goli w dwóch edycjach mistrzostw świata z rzędu (po Klosem). Dwa gole Toniego Kroosa to dwa najszybciej zdobyte przez tego samego piłkarza gole w historii mistrzostw świata.

## Reakcje

### Profesjonaliści

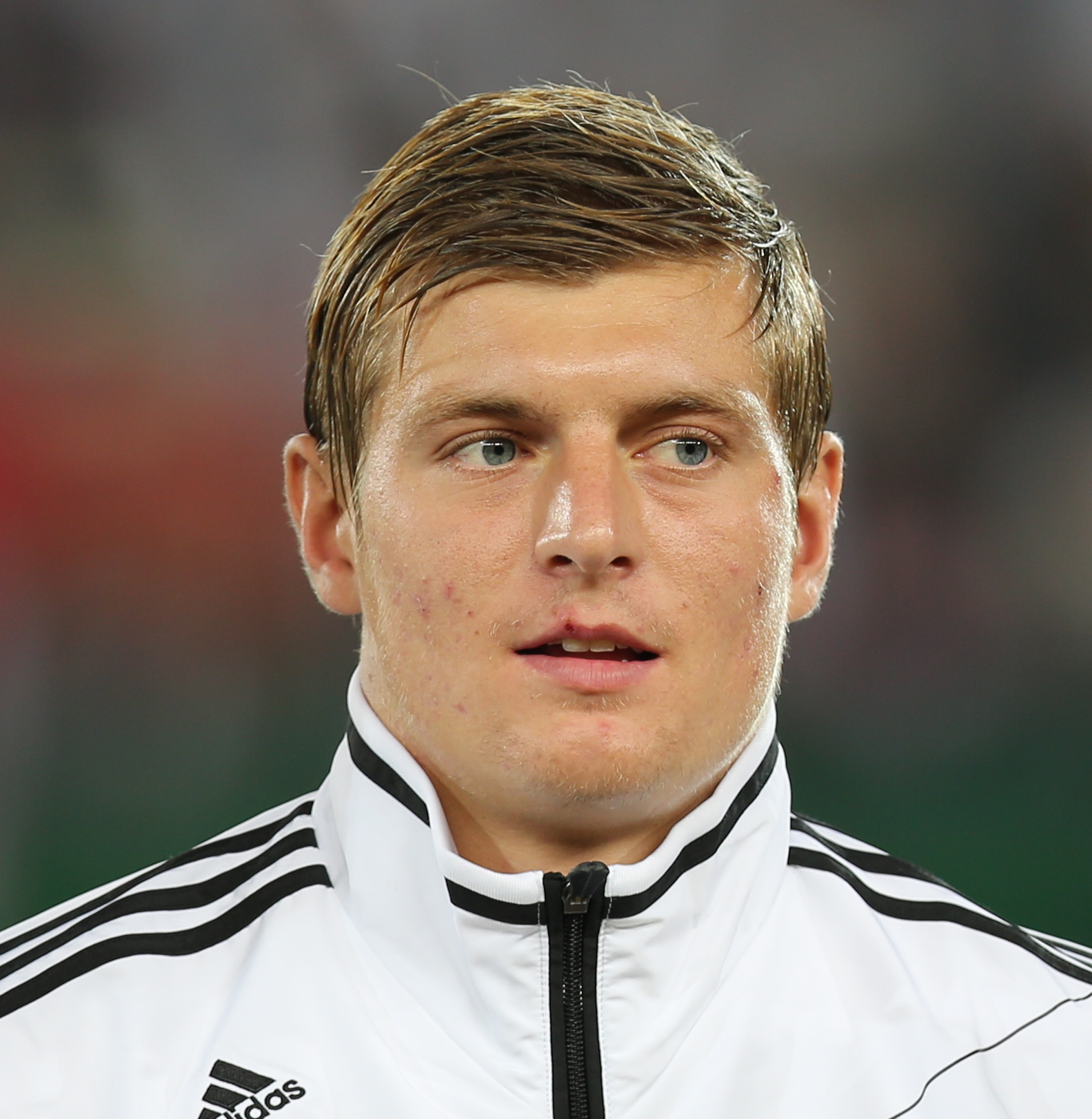
Piłkarz meczu, Toni Kroos. Kroos zdobył dwa gole w ciągu 69 sekund, co jest rekordem mistrzostw świata. Wyraził on później współczucie dla przegranej drużyny, twierdząc ponadto, że „nie był to jej najlepszy występ”

Po straceniu przez Brazylię siódmego gola Neymar, który oglądał mecz w telewizji, wyłączył telewizor i poszedł grać w pokera. Selekcjoner Brazylii, Luiz Felipe Scolari, powiedział, że wynik był „najgorszą porażką reprezentacji Brazylii w historii” i przyjął całą odpowiedzialność za przegraną. Nazwał ją ponadto „najgorszym dniem w swoim życiu”, a po turnieju zrezygnował z funkcji. Tymczasowy kapitan David Luiz oraz bramkarz Júlio César przeprosili Brazylijczyków. Fred, wygwizdany podczas meczu przez kibiców, powiedział, że była to najgorsza porażka w karierze jego oraz kolegów z drużyny. Po mistrzostwach natomiast zrezygnował z gry w reprezentacji. Neymar z kolei wyraził wsparcie dla kolegów z reprezentacji i powiedział, że pomimo przegranej 1:7 jest dumny z bycia częścią drużyny.
W trakcie meczu drużyna niemiecka zaczęła sobie uświadamiać, że nie uczestniczy w typowym meczu piłkarskim. W konferencji pomeczowej Mats Hummels powiedział, że Niemcy zdecydowali nie pogrążać Brazylijczyków w drugiej połowie oraz po meczu.
Istotnie, Niemcy cieszyli się ze zdobycia goli w ograniczony sposób: trzymali ręce w górze, ale nie krzyczeli ani nie skakali. Selekcjoner Joachim Löw powiedział, że jego drużyna miała „jasny, trwały plan na grę”, a przewagę zdobyła, grając spokojnie w przeciwieństwie do nerwowej gry Brazylii. Piłkarz meczu Toni Kroos dodał, że piłkarze niemieccy przystąpili do meczu z taktyczną wiedzą, jak skontrować Brazylijczyków. Löw stwierdził ponadto, że podczas meczu oraz po nim w niemieckiej drużynie nie było euforii, ponieważ końcowy wynik nie znaczył nic w kontekście finału.
Po meczu niemieccy piłkarze i trenerzy wyrazili współczucie dla Brazylijczyków. Löw, Per Mertesacker i Philipp Lahm powiedzieli o presji wywartej na reprezentację Brazylii oraz porównali tę sytuację do odpadnięcia Niemiec w półfinale Mistrzostw Świata 2006. W wywiadzie po turnieju Lahm dodał, że w trakcie meczu poczuł się „bardzo niezręcznie” i „w ogóle nie był euforyczny”, jako że drużyna brazylijska popełniała błędy, „których zwykle nie popełnia na tym poziomie”, natomiast Mertesacker powiedział, że mimo bardzo dobrej gry Niemców oglądanie meczu było „szaleństwem nawet z ławki rezerwowych”. Kroos stwierdził, że mimo faktu, iż Brazylia ma dobrych piłkarzy, to „nie była w stanie zagrać najlepszego meczu” z powodu presji, wyraził ponadto nadzieję, iż brazylijska reprezentacja „wróci z dobrym składem”. Löw tuż po meczu zauważył, że Brazylijczycy bili brawa jego drużynie. Brazylijski dziennik „O Globo” docenił zachowanie niemieckich piłkarzy, nazywając ich „mistrzami świata we współczuciu”.
Pelé napisał na Twitterze, że piłka nożna jest grą niespodzianek, oraz że „nikt na świecie nie spodziewał się takiego wyniku”. Pogratulował również Niemcom i dodał, że „Brazylia spróbuje zdobyć szósty tytuł w Rosji”. Kapitan mistrzów świata z 1970 roku, Carlos Alberto Torres, powiedział, że przyczyną porażki jego kraju było „przeświadczenie, że już wygraliśmy”. Stwierdził także, że „Niemcy grali w sposób, jaki chciał zobaczyć, a taktyka Scolariego na mecz była samobójcza”. Selekcjoner Argentyny, Alejandro Sabella, nie potrafił wyjaśnić porażki Brazylii, twierdząc, iż „futbol jest nielogiczny”. Diego Maradona z kolei śpiewał piosenkę wykpiwającą przegraną Brazylii.

### Społeczeństwo
W Niemczech mecz, transmitowany przez ZDF, oglądało 32,57 miliona widzów (87,8% ogółu widowni), co stanowiło wówczas rekord największej widowni telewizyjnej w historii Niemiec – wcześniej największa widownia oglądała mecz Niemcy – Hiszpania podczas Mistrzostw Świata 2010. Ten wynik został poprawiony kilka dni później podczas finału. Natomiast według Rede Globo widownia w Brazylii zmniejszała się po każdym straconym golu.

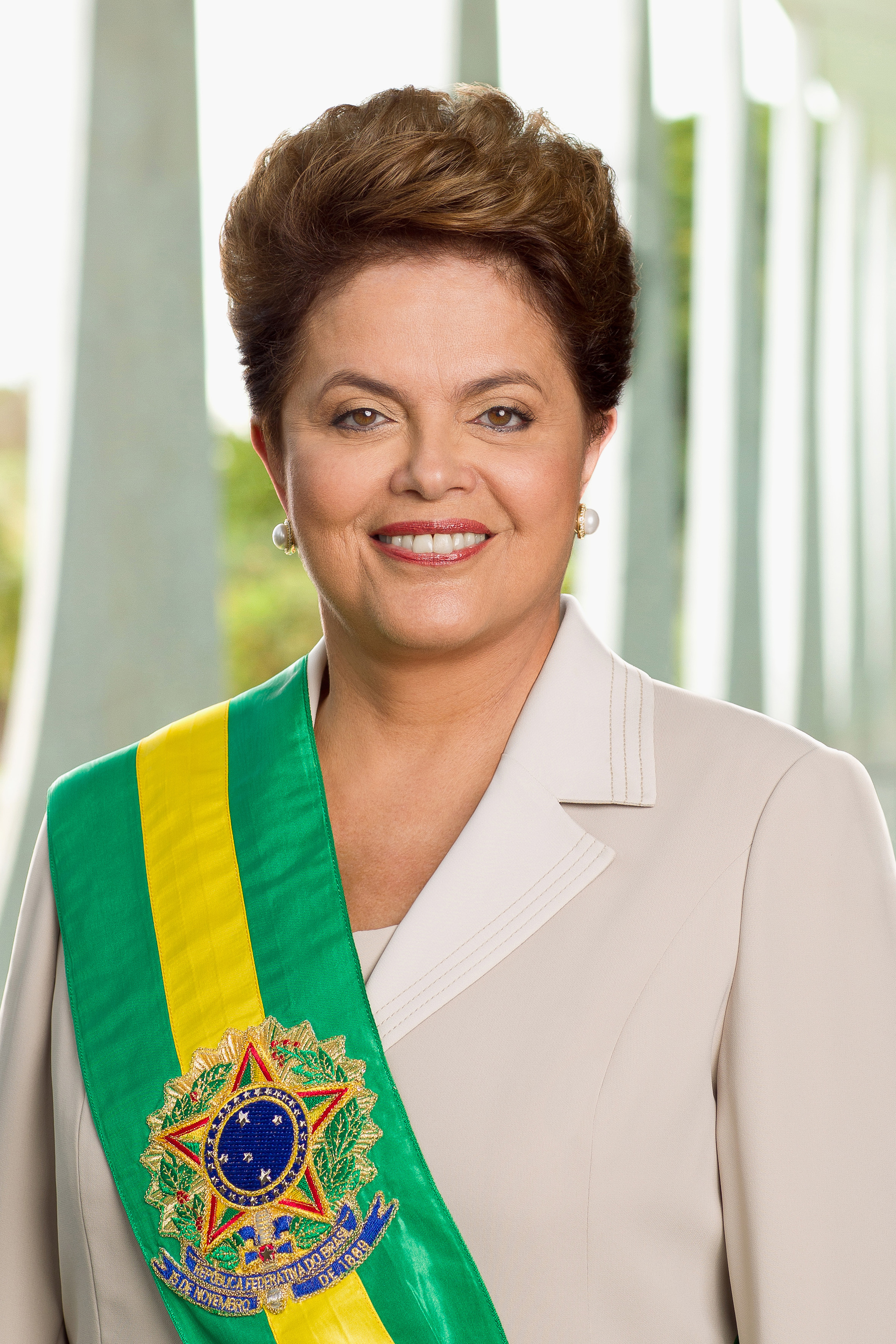
Ówczesna prezydent Brazylii, Dilma Rousseff

Mecz był ówcześnie najintensywniej komentowanym wydarzeniem sportowym na Twitterze w historii, z ponad 35,6 miliona tweetów (wcześniej w związku z Super Bowl XLVIII opublikowano 24,9 miliona tweetów). Na początku meczu zwykle pojawiały się zachęcające Brazylię hasztagi typu „#PrayForBrazil”, jednakże po golu na 5:0 brazylijscy internauci zaczęli używać autoironii, porównując niemieckie gole do samochodu Volkswagen Gol i twierdząc, że reprezentacja Brazylii wygląda jak „11 Fredów”. Inni użytkownicy Twittera przyrównywali dominację Niemiec do działań podczas II wojny światowej oraz Holocaustu, na przykład określając mecz jako „Goalocaust”. Członek parlamentu Malezji, Bung Moktar Radin, za napisanie komentarza tego typu został skrytykowany przez malezyjską opinię publiczną oraz niemieckiego ambasadora, Holgera Michaela. Prezydent Brazylii, Dilma Rousseff, napisała na Twitterze, że jest „głęboko zasmucona” porażką. Izraelski rzecznik Ministerstwa Spraw Zagranicznych, Yigal Palmor, wspomniał o meczu przy okazji konfliktu w Strefie Gazy. Odpowiadając na zarzuty Brazylii, że jego kraj użył nieproporcjonalnych sił, stwierdził, że „to nie jest futbol. W futbolu, kiedy mecz kończy się remisem, myślimy, że to proporcjonalne, ale gdy kończy się wynikiem 7:1, jest to nieproporcjonalne”.
Z powodu presji wywartej przez brazylijskich kibiców na swoich piłkarzy, od których oczekiwano zdobycia tytułu oraz szoku po porażce, media oraz FIFA określiły mecz jako Mineirazo (w Brazylii Mineiraço), to znaczy „klęska w Mineirão”. Jest to nawiązanie do Maracanazo (Maracanaço) – meczu w Mistrzostwach Świata 1950, będącym de facto finałem, w którym Brazylia niespodziewanie przegrała z Urugwajem. Córka bramkarza Moacira Barbosy, obwinianego za porażkę w 1950 roku, powiedziała, że przegrana 1:7 wystarcza, aby zrehabilitować jej ojca.
Po meczu, w związku z podejrzeniami potencjalnych zamieszek, niemieccy kibice byli eskortowani ze stadionu przez policję. O ile niemieccy kibice okazywali respekt przegranym, o tyle argentyńscy fani świętowali wyeliminowanie Brazylii.
Po meczu w Rio de Janeiro doszło do masowych rozbojów, a kibice w São Paulo palili brazylijskie flagi jeszcze podczas spotkania. W São Paulo podpalono kilka autobusów oraz okradziono magazyn ze sprzętem elektronicznym.

### Media
Po meczu w brazylijskich gazetach pojawiły się takie tytuły, jak „Największy wstyd w historii” („Lance!”), „Historyczne upokorzenie” („Folha de São Paulo”) czy „Brazylia jest zabita” („O Globo”). Niemiecki „Bild” pisał o „szaleństwie 7:1”, a francuski „L’Équipe” – o „katastrofie”. Matthew Stanger ze Sky Sports określił grę jako „ostateczne zażenowanie”, a Miguel Delaney z ESPN odniósł się do terminu Mineirazo, który po raz pierwszy pojawił się w hiszpańskojęzycznej prasie Ameryki Południowej.
Barney Ronay w „The Guardian” opisał mecz jako „najbardziej upokarzającą porażkę gospodarza mistrzostw świata wszech czasów”, a Joe Callaghan z „The Independent” określił go jako „najciemniejszą noc w historii brazylijskiego piłkarstwa”. Wyre Davies, korespondent BBC w Rio de Janeiro, pisał o reakcjach Brazylijczyków na stadionie i w strefach kibica. Według niego niemożliwe było nie dostrzec „zbiorowego poczucia szoku, zażenowania i narodowego upokorzenia w całej Brazylii”. Specjalizujący się w piłce nożnej dziennikarz Tim Vickery zauważył, że mecz z Niemcami może być impulsem do reformy brazylijskiego futbolu, który jego zdaniem w porównaniu do innych krajów osiadł na laurach, opierając się na historycznych sukcesach reprezentacji. Dodał, że jest to szansa na „odzyskanie części jego historycznej tożsamości i przeformułowanie jej w nowoczesnym, globalnym kontekście”. W mediach pojawiło się także wiele odniesień do Maracanazo – meczu, przez który Brazylia przegrała tytuł w 1950 roku, a brazylijskie media przyrównywały pokonanych do składu z 1950 roku.
Eksperci zanalizowali wszelkie braki taktyczne i techniczne, które przyczyniły się do porażki Brazylii. Dziennik „Folha de S.Paulo” zauważył, iż Scolari opierał się na drużynie, która wygrała Puchar Konfederacji 2013, mimo że wielu piłkarzy było w słabej formie, a większość z nich nie miała doświadczenia na mistrzostwach świata. Brazylia nie grała szczególnie dobrze w fazie grupowej oraz rundach pucharowych, polegając w szczególności na napastniku Neymarze, a te niedostatki zostały obnażone w meczu ze znacznie trudniejszym przeciwnikiem, czyli Niemcami. Neymar był tak kluczowym zawodnikiem w drużynie, że rzadko kiedy trenowała ona ustawienia bez niego. Gdy Neymar był kontuzjowany, zastąpił go Bernard, chociaż według Jeremy’ego Wilsona z „The Telegraph” „logicznym posunięciem było bez wątpienia wystawienie dodatkowego pomocnika”. Asystenci selekcjonera doradzali nawet wystawienie bardziej defensywnie nastawionych Ramiresa i Williana. W związku z takim ustawieniem Fernandinho i Luiz Gustavo byli niezdolni powstrzymać niemieckie trio w postaci Toniego Kroosa, Samiego Khediry i Bastiana Schweinsteigera. Brazylijska defensywa, której zdolności były już kwestionowane w poprzednich meczach, zawiodła, gdyż Dante był niewystarczającym zmiennikiem za zawieszonego Silvę, a David Luiz popełniał podczas meczu nietypowe błędy. Wśród innych błędów Raghav Chopra z CNN-News18 wymienił bardziej ofensywne ustawienie Marcelo ze wspierającym go Gustavo oraz nieefektywną rolę Freda, który jest bardziej napastnikiem taktycznym aniżeli zdobywającym gole.

## Następstwa
Brazylia zakończyła Mistrzostwa Świata 2014 na czwartym miejscu po przegranej 0:3 z Holandią w meczu o trzecie miejsce, który odbył się 12 lipca. Oznaczało to, że w całym turnieju Brazylia straciła czternaście goli, co było największą liczbą straconych przez Brazylię bramek w jednym turnieju, największą liczbą straconych bramek przez gospodarza mistrzostw świata oraz największą liczbą straconych bramek od 1986 roku (Belgia straciła wtedy piętnaście goli). Niemcy natomiast zdobyły czwarty tytuł mistrza świata, a pierwszy po zjednoczeniu kraju, pokonując 13 lipca w finale Argentynę 1:0 na Maracanie. Niemieckich piłkarzy w meczu tym dopingowali kibice brazylijscy, co było wynikiem długoterminowej piłkarskiej rywalizacji między Brazylią i Argentyną.
Dwie porażki Brazylii z rzędu były pierwszymi porażkami Brazylii z rzędu u siebie od 1940 roku. Po turnieju, 15 lipca, selekcjoner Brazylii Luiz Felipe Scolari zrezygnował z funkcji. Dwa tygodnie później Brazylijska Konfederacja Piłki Nożnej zatrudniła na tym stanowisku Dungę, który był już selekcjonerem reprezentacji Brazylii w latach 2006–2010. Został on wtedy zwolniony po odpadnięciu w ćwierćfinale Mistrzostw Świata 2010 z Holandią.